# خوسيه لويس كاسترو أغيري
خوسيه لويس كاسترو أغيري (بالإسبانية: José Luis Castro Aguirre)‏ هو عالم حيوانات مكسيكي، ولد في 24 يونيو 1943 في مدينة مكسيكو في المكسيك، وتوفي في 20 يناير 2011.